# La Badia
La Badia és un mas al nord-est del nucli de Sant Esteve d'en Bas (la Garrotxa) protegida com a bé cultural d'interès local. És un edifici civil amb planta basilical de petites dimensions orientat a sud, construït amb material pobre. Anteriorment era molt més gran, encara es poden veure les línies que seguien els fonaments. L'única part antiga que es conserva, a 100 m de l'actual casa, és una cabana en la que s'hi van trobar dates del 1600 en algunes teules. També hi ha una era de batre molt ben conservada.
Antigament fou una masia de considerables dimensions. El traçat del carrilet a principis del segle xx aconsellava la seva total demolició, però estava molt ben enclavada i va ser difícil abaixar-la, cosa que feu endarrerir un any la inauguració del carrilet, l'any 1910.
El 17 de setembre de 1184, en l'últim testament que feu Dulce, senyora d'Hostoles, el mas Badia (Abacia) consta com a feu seu. La Badia anà prosperant i es convertí en un gran casal durant els segles xvi i xvii.